# Cheirocratidae
Cheirocratidae é uma família de anfípodes pertencentes à ordem Amphipoda.
Géneros:
- Casco Shoemaker, 1930
- Cheirocarpochela Ren & Andres, 2006
- Cheirocratella Stephensen, 1940
- Cheirocratus Norman, 1867
- Degocheirocratus Karaman, 1985
- Incratella Barnard & Drummond, 1981
- Prosocratus Barnard & Drummond, 1982